# C/2013 G5 (Catalina)
C/2013 G5 (Catalina) — одна з довгоперіодичних комет. Ця комета була відкрита 13 квітня 2013 року; вона мала 19.3m на час відкриття.